# Picrodendraceae
Die Picrodendraceae ist eine Familie aus der Ordnung der Malpighienartigen (Malpighiales). Sie steht den Wolfsmilchgewächsen (Euphorbiaceae) nahe, zu denen sie früher gezählt wurde und ist bisher nur wenig erforscht.

## Beschreibung

### Vegetative Merkmale
Die Arten wachsen meist als immergrüne bis laubabwerfende Bäume, seltener als Sträucher. Die meist gestielten Laubblätter stehen sschraubig oder gegen- bis wechselständig und sind selten einfach oder meist handförmig zusammengesetzt, die 1–9 Blättchen oder einfachen Blätter sind entweder ganzrandig oder mit gezähntem Rand. Mehr oder weniger ausgebildete, meist abfallende Nebenblätter können vorhanden sein.

### Generative Merkmale
Die Arten sind meist zweihäusig diözisch. Die traubigen oder zymösen bis büscheligen oder köpfchenförmigen Blütenstände sind meist achselständig oder selten Stiel- und Blattständig, die weiblichen Blüten können auch einzeln erscheinen.
Die eingeschlechtigen Blüten sind oft dreizählig mit einfacher Blütenhülle, die Kronblätter fehlen. Die drei bis neun Kelchblätter sind meist frei und dachig. Es sind 4 bis über 20 meist freie Staubblätter vorhanden. Ein meist gelappter Diskus ist in der Regel vorhanden. Bei den weiblichen Blüten können Staminodien vorkommen, bei den männlichen ein Pistillode. Das meist oberständige, behaarte bis kahle Gynoeceum ist mehrheitlich dreizählig, selten zweizählig und gelegentlich variabel innerhalb der Gattungen zwei- bis fünfzählig. Die Griffel sind meist frei, selten fehlen sie. Die meist ungeteilten Narben sind ausgeprägt und meist einfach, sie können auch trocken sein.
Jedes Fruchtblatt enthält zwei Samenanlagen mit einem stark ausgeprägten Nucellus, die von einem großen Obturator bedeckt sind. Der Nucellus weist an seinem äußersten Ende ein mehrschichtiges Gewebe auf und ist verlängert, der Fortsatz reicht in beziehungsweise an die Mikropyle heran. Diese wird vom inneren wie dem äußeren Integument gebildet, das innere ist meist dicker als das äußere.
Die mehrsamigen (1–6) Früchte sind öffnend oder nicht öffnend, stein- oder kapselfruchtartig, die Samen weisen oft eine Samenschwiele auf.

## Systematik und Verbreitung

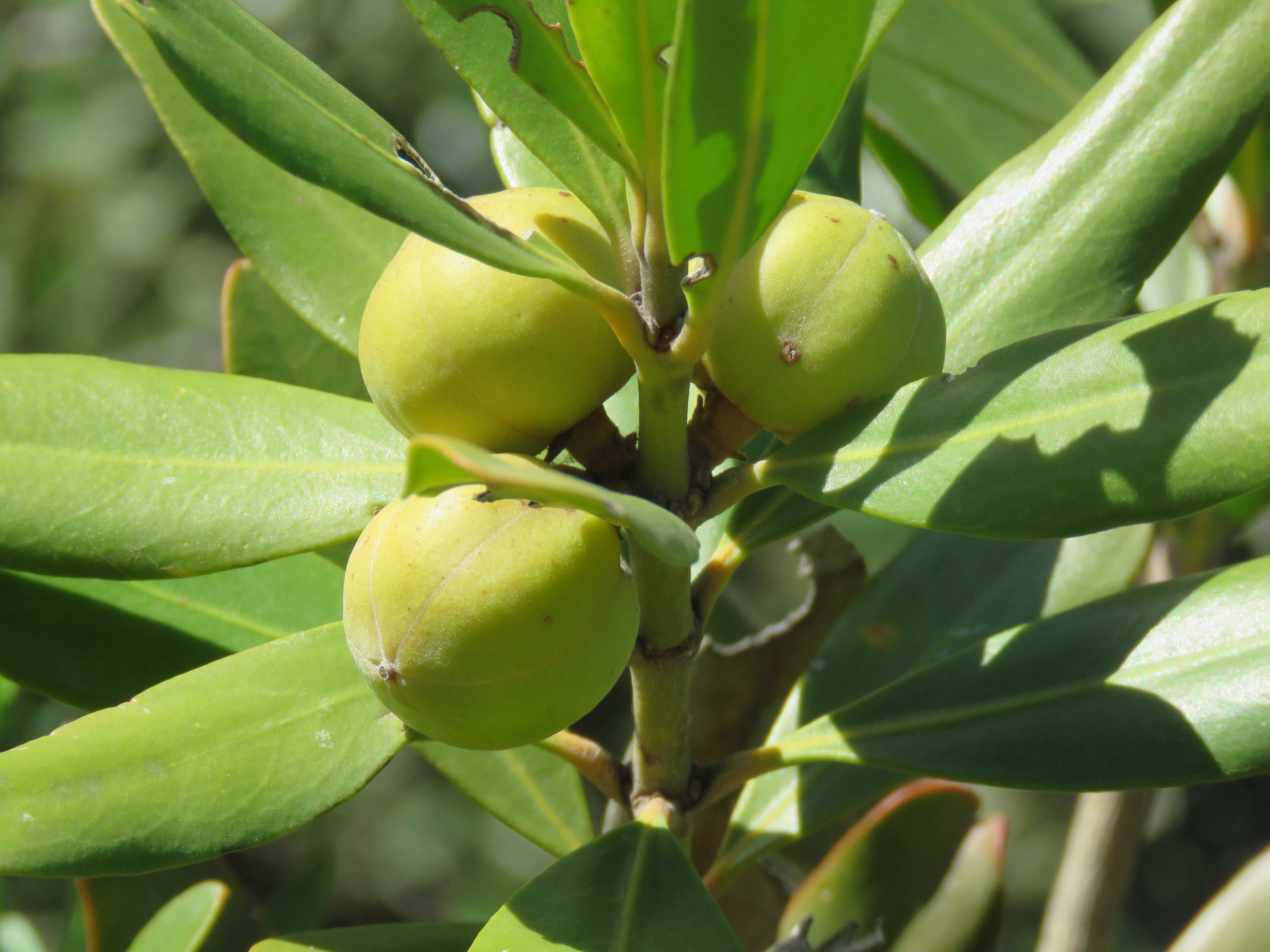
Blätter und Früchte von Hyaenanche globosa

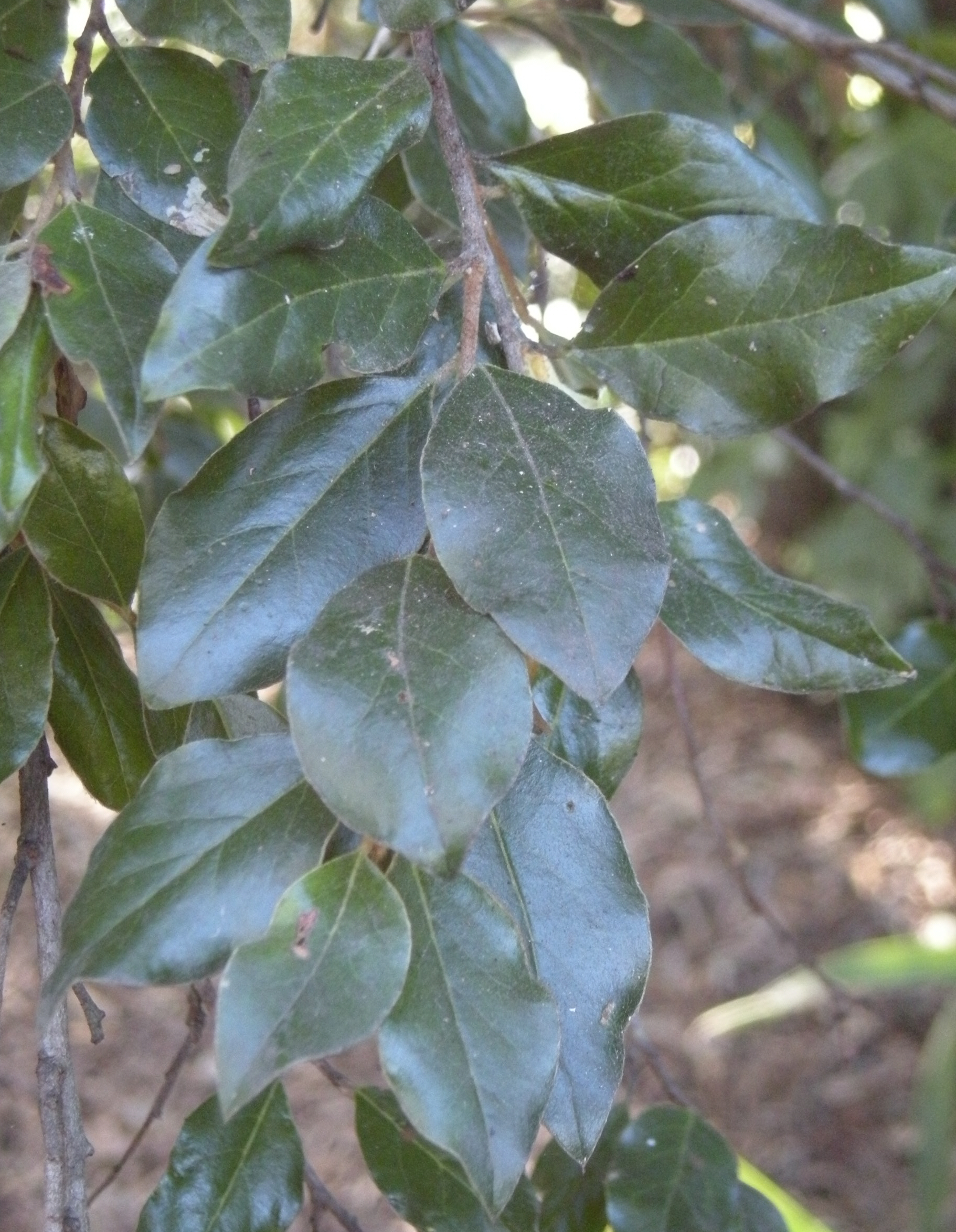
Laubblätter von Petalostigma pubescens

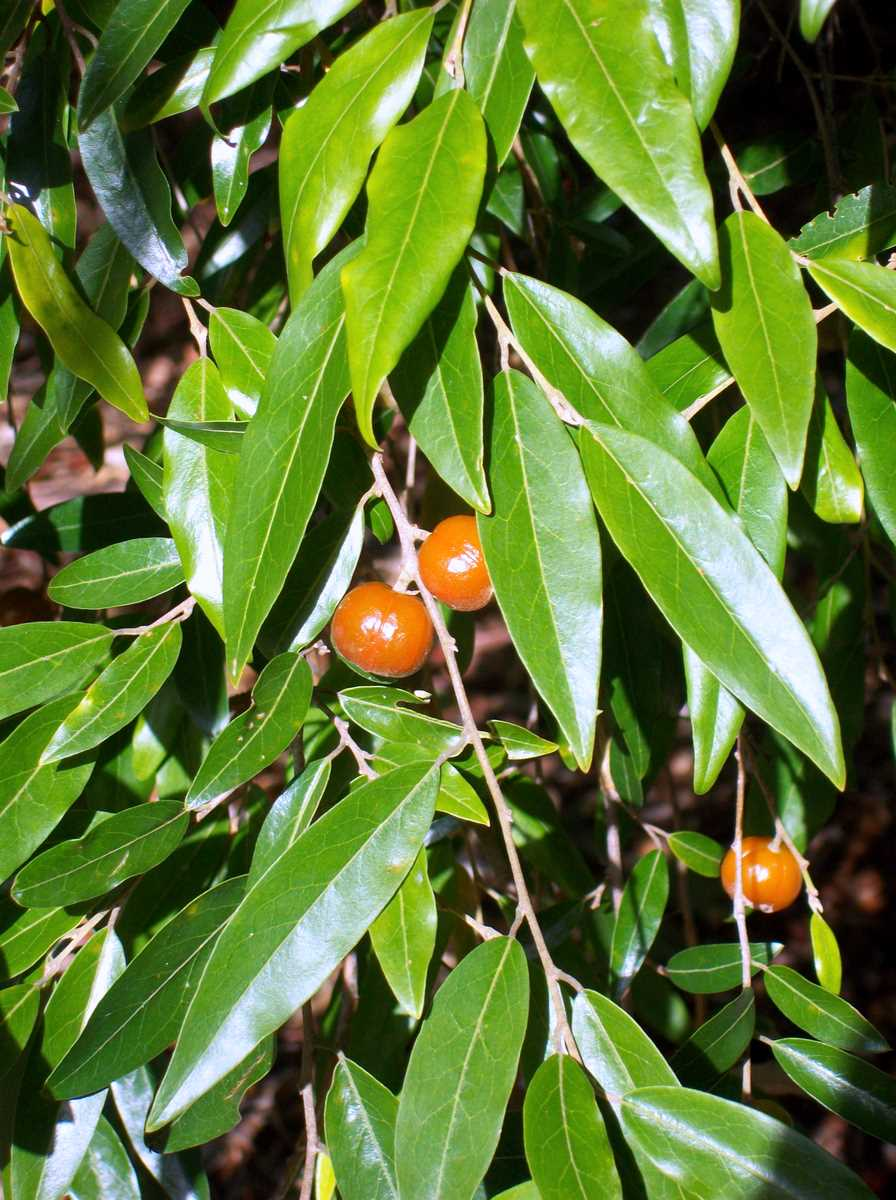
Laubblätter und reife Früchte von Petalostigma triloculare

Die Familie Picrodendraceae ist tropisch verbreitet, Schwerpunkte sind Australien (einschließlich Neuguinea und Neukaledonien), Amerika sowie Afrika (mit Madagaskar).
Die Blütenstruktur weist ebenso wie molekulargenetische Untersuchungen auf eine enge Verwandtschaft der Familie zu den Phyllanthaceae und den Wolfsmilchgewächsen im heutigen Sinn hin.
Die Familie Picrodendraceae umfasst rund 28 Gattungen mit ungefähr 100 Arten und wurde im Zuge molekulargenetischer Ergebnisse aus der früheren Unterfamilie Oldfieldioideae der Familie der Wolfsmilchgewächse (Euphorbiaceae) ausgegliedert.
Die etwa 28 Gattungen der Familie Picrodendraceae sind:
- Androstachys Prain: Sie enthält nur eine Art:
  - Androstachys johnsonii Prain: Sie kommt in Mosambik und in Madagaskar sowie im nördlichen bis nordöstlichen Südafrika vor.[2]
- Aristogeitonia Prain: Die etwa sieben Arten kommen im tropischen Afrika und in Madagaskar vor.[2]
- Austrobuxus Miq. (Syn.: Canaca Guillaumin): Die etwa 22 Arten kommen im Gebiet von Malesien bis zu den Fidschi-Inseln vor.[2]
- Choriceras Baill.: Die nur zwei Arten kommen in Neuguinea und Australien vor.[2]
- Croizatia Steyerm.: Es gibt etwa fünf Arten (werden von manchen Autoren auch zu den Phyllanthaceae gestellt).
- Dissiliaria F.Muell. ex Baill.: Die etwa sechs Arten kommen nur in Queensland vor.[2]
- Hyaenanche Lamb. & Vahl: Sie enthält nur eine Art:
  - Hyaenanche globosa (Gaertn.) Lamb. & Vahl: Dieser Endemit kommt nur in Gifberg im nördlichen Bokkeveld Escarpment südlich von Vanrhynsdorp im nördlichen Teil des Westkap vor.
- Kairothamnus Airy Shaw: Sie enthält nur eine Art:
  - Kairothamnus phyllanthoides (Airy Shaw) Airy Shaw: Sie kommt nur in Neuguinea vor.[2]
- Longetia Baill.: Sie enthält nur eine Art:
  - Longetia buxoides Baill.: Sie kommt nur in Neukaledonien vor.[2]
- Micrantheum Desf.: Die etwa vier Arten kommen in Australien vor.[2]
- Mischodon Thwaites: Sie enthält nur eine Art:
  - Mischodon zeylanicus Thwaites: Sie kommt in Sri Lanka, in Südindien und auf den Andamanen vor.[2]
- Neoroepera Müll.Arg. & F.Muell.: Sie enthält nur eine Art:
  - Neoroepera buxifolia Müll.Arg.: Sie kommt in nur in Queensland vor.[2]
- Oldfieldia Benth. & Hook.: Die etwa vier Arten kommen in Afrika vor.[2] Darunter:
  - Oldfieldia dactylophylla (Welw. ex Oliv.) J.Léonard: Angola, Kongo, Sambia, Malawi, Mosambik und Tansania.[2]
- Paradrypetes Kuhlm. (wird von manchen Autoren auch zu den Rhizophoraceae gestellt): Die zwei Arten kommen in Brasilien vor.
- Parodiodendron Hunz.: Sie enthält nur eine Art:
  - Parodiodendron marginivillosum (Speg.) Hunz.: Sie kommt in Bolivien und Argentinien vor.[2]
- Petalostigma F.Muell.: Die etwa fünf Arten kommen in Neuguinea und Australien vor.[2]
- Picrodendron Planch.: Sie enthält nur eine Art:
  - Picrodendron baccatum (L.) Krug & Urb.: Sie kommt in der Karibik vor.[2]
- Piranhea Baill.: Die etwa vier Arten sind von Mexiko bis Brasilien verbreitet.[2]
- Podocalyx Klotzsch: Sie enthält nur eine Art:
  - Podocalyx loranthoides Klotzsch: Sie kommt von Venezuela bis Peru und Brasilien vor.[2]
- Pseudanthus Sieber ex Spreng.: Die etwa neun Arten kommen in Australien vor.[2]
- Sankowskya P.I.Forst.: Sie enthält nur eine Art:
  - Sankowskya stipularis P.I.Forst.: Sie kommt nur in Queensland vor.[2]
- Scagea McPherson: Die nur zwei Arten kommen in Neukaledonien vor.[2]
- Stachyandra J.-F.Leroy ex Radcl.-Sm.: Die etwa vier Arten kommen in Madagaskar vor.[2]
- Stachystemon Planch.: Die etwa neun Arten kommen in Westaustralien vor.[2]
- Tetracoccus Engelm. ex Parry: Die etwa vier Arten kommen in den USA und in Mexiko vor.[2]
- Voatamalo Capuron ex Bosser: Die nur zwei Arten kommen in Madagaskar vor.[2]
- Whyanbeelia Airy Shaw & B.Hyland: Sie enthält nur eine Art:
  - Whyanbeelia terrae-reginae Airy Shaw & B.Hyland: Sie kommt nur in Queensland vor.[2]

## Nachweise
- D. Merino Sutter, P. I. Forster, P. K. Endress: Female flowers and systematic position of Picrodendraceae (Euphorbiaceae s.l., Malpighiales). In: Plant Systematics and Evolution. Volume 261, 2006, S. 187–215.